# Ванин, Евгений Никифорович
Евгений Никифорович Ванин (1881 — ?) — старший чабан племенного овцеводческого совхоза имени Сталина Министерства совхозов СССР, Степновский район, Ставропольский край. Герой Социалистического Труда (22.10.1949).

## Биография
Родился в 1881 году на территории современного Степновского района Ставропольского края. Русский.
С организацией в начале 1920-х годов овцеводческого совхоза № 3 (с 1932 по 1962 годы — племсовхоз имени Сталина), работал чабаном по выпасу овец. Первоначально это были животные, собранные из остатков разнопородных и малопродуктивных овец из имений бывших местных помещиков. Со второй половины 1920-х годов в совхозе проходила замена стада на германских овец породы прекос.
После освобождения Ставрополья в январе 1943 года от немецко-фашистской оккупации в числе других тружеников совхоза участвовал в восстановлении разрушенного войной хозяйства. Уже в 1944 году в совхозе была возобновлена реализация племенных овец, достигнут довоенный уровень настрига шерсти.
Группой учёных — селекционеров и чабанов — животноводов была выведена новая отечественная северокавказская порода мясо-шерстяных тонкорунных овец типа корридель, на животных которой, постепенно было заменено всё совхозное стадо.
В 1944 году средний по совхозу настриг шерсти составлял по 4,1 килограмма с овцы, то в 1948 году — 5,26 килограмма, а в 1949 году — 5,6 килограмма.
По итогам работы в 1948 году получил от 407 полугрубошерстных овец по 6,4 килограмма шерсти в среднем на овцематку и 135 ягнят к отбивке на каждую сотню маток, имевшихся на начало года.
Указом Президиума Верховного Совета СССР от 22 октября 1949 года за получение высоких показателей в животноводстве в 1948 году Ванину Евгению Никифоровичу присвоено звание Героя Социалистического Труда с вручением ордена Ленина и золотой медали «Серп и Молот».
Участвовал во Всесоюзной сельскохозяйственной выставке (ВСХВ).
Дальнейшая его судьба неизвестна.

## Награды
- Золотая медаль «Серп и Молот» (22.10.1949)
- Орден Ленина (22.10.1949)
- Медаль «За трудовую доблесть»

- медалями ВДНХ СССР:

## Память
- В центральной усадьбе совхоза (ныне — племзавод «Восток») посёлке Верхнестепной Степновского района ему установлена мемориальная доска.
- В посёлке Верхнестепной торжественно открыли Доску почёта с именем Героя[2].
- На могиле установлен надгробный памятник.